# Trojan Christmas Box Set
A Trojan Christmas Box Set egy három lemezes karácsonyi reggae válogatás. 2003-ban adta ki a Trojan Records kiadó.

## Számok

### CD 1
1. Jacob Miller & Ray I - Wish You A Merry Christmas/Ahamaric Temple
2. Don Carlos & Glenice Spencer - Jingle Bells
3. The Granville Williams Orchestra - Santa Claus Is Skaing To Town
4. Yellowman - Santa Claus Never Comes To The Ghetto
5. John Holt - Blue Christmas
6. The Ethiopians - Ding Dong Bell
7. Junior Brammer - It's Christmas Time Again
8. Jacob Miller & Ray I - All I Want For Ismas
9. Pablo Black - Silent Night
10. Johnny Clarke - I Saw Mommy Kissing Santa Claus
11. Yellowman - Yellowman Rock (Jungle Bell Rock)
12. John Holt - White Christmas
13. Sonny Bradshaw Seven - Peace And Love (Little Drummer Boy)
14. The Tamlins - Last Christmas
15. Peter Broggs - The Twelve Days Of Christmas
16. Lee Scratch Perry & Sandra Robinson - Merry Christmas, Happy New Year

### CD 2
1. John Holt - Lonely This Christmas
2. Yellowman - African Christmas
3. Alton Ellis & The Lipsticks - Merry Merry Christmas
4. Beres Hammond - The Christmas Song
5. The Maytals - Happy Christmas (The Christmas Song)
6. Eek-a-Mouse - The Night Before Christmas
7. Jacob Miller - On The Twelve Days Of Ismas
8. Frank Cosmo - Merry Christmas
9. John Holt - Happy X-Mas (War Is Over)
10. Yellowman - This Christmas
11. Desmond Dekker & The Aces - Christmas Day
12. The Tamlins - Give Love On Christmas Day
13. King Stitt - Christmas Tree
14. Freddie McGregor - O Come All Ye Faithful
15. Jacob Miller & Ray I - Silver Bells/Natty No Santa Claus
16. Hopeton & Primo - Peace On Earth
17. John Holt - When A Child Is Born

### CD 3
1. Yellowman - We Wish You A Reggae Christmas
2. Michigan & Smiley - Drummer Boy
3. The Kingstonians - Merry Christmas
4. Beres Hammond - Have Yourself A Merry Little Christmas
5. John Holt - My Oh My
6. Jacob Miller & Ray I - Deck The Halls
7. Yellowman - Breadfruit Roasting On An Open Fire (The Christmas Song)
8. June Lodge - Joy To The World
9. Reuben Anderson - Christmas Time Again
10. The Tamlins - White Christmas
11. John Holt - Santa Claus Is Coming To Town
12. The Aggrovators - Santa Claus Dub
13. Yellowman - 'Tis The Season (Deck The Halls)
14. Freddie McGregor - Feliz Navidad
15. Frank Cosmo - Greetings From Beverley's
16. John Holt - Last Christmas
17. The Rhythm Aces - C-H-R-I-S-T-M-A-S (The Meaning Of Christmas)

## Külső hivatkozások
- https://web.archive.org/web/20071012124035/http://roots-archives.com/release/3727
- http://www.savagejaw.co.uk/trojan/tjetd142.htm Archiválva 2007. december 11-i dátummal a Wayback Machine-ben